# Eamonn Toal
Eamonn Toal (ur. w Castleblayney) – irlandzki piosenkarz, reprezentant Irlandii w 45. Konkursie Piosenki Eurowizji w 2000.

## Dzieciństwo i edukacja
Eamonn Toal urodził się w Castleblayney jako syn Tommy’ego Toala, spikera radiowego. Uczęszczał do Szkoły Muzycznej Bel Canto w Dublinie, w tym samym czasie zaczął występować w lokalnych barach i knajpach.

## Kariera muzyczna
Na początku swojej kariery muzycznej wyjechał do Londynu, gdzie przez kilka lat koncertował. W 1992 powrócił do Irlandii i zamieszkał w Meath. W 1995 wystąpił w chórkach Eddiego Friela podczas jego występu w 40. Konkursie Piosenki Eurowizji. W 2000 zgłosił się do udziału w krajowych eliminacjach eurowizyjnych z utworem „Millennium of Love”. W lutym wygrał finał selekcji po zdobyciu największego poparcia telewidzów, dzięki czemu został reprezentantem Irlandii w 45. Konkursie Piosenki Eurowizji organizowanym w Sztokholmie. 13 maja wystąpił w finale widowiska i zajął ostatecznie szóste miejsce z 92 punktami na koncie.
W 2002 nagrał teledysk do piosenki napisanej dla upamiętnienia ofiar zamachu z 11 września 2001. Klip został wyemitowany w jednej z amerykańskiej stacji telewizyjnych. W tym czasie założył swój własny zespół grający na przyjęciach weselnych.